# Bouchevilliers
Bouchevilliers es una localidad y comuna francesa situada en la región de Alta Normandía, departamento de Eure, en el distrito de Les Andelys y cantón de Gisors.

## Historia
Ocupación celta y posteriormente romana. Perteneció a la abadía de Saint-Denis.

## Demografía
| 115 | 170 | 168 | 148 | 165 | 130 | 169 | 164 | 146 | 133 | 135 | 125 | 118 | 117 | 111 | 101 | 102 | 97 | 84 | 84 | 72 | 82 | 85 | 81 | 90 | 68 | 60 | 62 | 60 | 63 | 45 | 52 |
| Para los censos de 1962 a 1999 la población legal corresponde a la población sin duplicidades (Fuente: INSEE [Consultar]) |     |     |     |     |     |     |     |     |     |     |     |     |     |     |     |     |    |    |    |    |    |    |    |    |    |    |    |    |    |    |    |

Gráfico de evolución de población de 1794 a 1999

## Administración

### Organizaciones intercomunales
Bouchevilliers está integrada en la Communauté de communes du Canton de Gournay-en-Bray, y para la prestación de diversos servicios públicos, está integrada en varios sindicatos intercomunales: 
- Syndicat de l'électricité et du gaz de l'Eure (SIEGE)
- Syndicat de Gestion des Ordures Ménagères de l'Est et du Nord de l'Eure (SYGOM)
- Syndicat intercommunal et interdépartemental de la vallée de l'Epte (SIIVE)

## Lugares de interés
Casa solariega de Sainte-Geneviève des Brumes del siglo XV con un palomar del siglo XVI que ha sido declarada Monumento Histórico de Francia. Casa solariega de Margottes del siglo XVIII.
Iglesia de Saint-Ouen del siglo XVI con vidrieras del siglo XX de J.Villon declarada Monumento Histórico de Francia.

## Personalidades
- Alexandre Louis Lefebvre de Cérisy (14 de noviembre de 1798 en París ; 2 de diciembre de 1867 en Bouchevilliers), entomólogo francés.